# 미야모리촌
미야모리촌(宮守村)은  2005년까지 이와테현 가미헤이군에 존재했던 마을이다. 현재의 도노시 미야모리 지역에 해당한다.

## 연혁
- 1889년 4월 1일 : 정촌제 시행과 함께 미야모리촌이 성립하였다.
- 1897년 4월 1일 : 군제 시행과 함께 가미헤이군이 성립하여 미야모리촌은 가미헤이군에 소속되었다.
- 1955년 2월 11일 : 닷소베촌, 마스자와촌과 합병해 새로운 미야모리촌이 되었다.
- 2005년 11월 1일 : 구 도노시와 합병해 새로운 도노시의 일부가 형성되었다.

## 교통

### 철도
- 동일본 여객철도
  - 가마이시선

### 도로
- 국도 107호선
- 국도 283호선
- 국도 396호선